# Marty Wilde
Marty Wilde, MBE (nacido como Reginald Leonard Smith; 15 de abril de 1939) es un cantante y compositor inglés. Estuvo entre la primera generación de estrellas pop británicas en emular el rock and roll estadounidense, y compuso varios sencillos exitosos de la década de 1950, incluidos «Endless Sleep», «Sea of Love» y «Bad Boy». Durante las décadas de 1960 y 1970, Wilde continuó grabando y, con Ronnie Scott, coescribió sencillos exitosos para otros, incluidos «Jesamine» de Casuals y «Ice in the Sun» de Status Quo. Es el padre de la cantante pop Kim Wilde y coescribió muchos de sus exitosos sencillos, incluido «Kids in America», con su hijo Ricky. 

## Biografía y carrera
Wilde nació en Blackheath, Londres. Actuaba bajo el nombre de Reg Patterson en el Condor Club de Londres en 1957, cuando fue descubierto por el empresario Larry Parnes. Parnes dio a sus protegidos nombres artísticos como Billy Fury, Duffy Power y Dickie Pride, de ahí el cambio a Wilde. El 'Marty' proviene de la aclamada película de 1955 del mismo nombre. Wilde firmó con el brazo de grabación británico de Philips Records, y los lanzamientos estadounidenses aparecieron en el sello Epic a través del acuerdo de licencia recíproca de Philips con Columbia Records en los Estados Unidos. (Philips aún no había adquirido el grupo Mercury como su división estadounidense). 
Desde mediados de 1958 hasta finales de 1959, Wilde fue uno de los principales cantantes británicos de rock and roll, junto con Tommy Steele y Cliff Richard. El grupo de apoyo de Wilde se llamaba Wildcats. En varias ocasiones incluyeron a Big Jim Sullivan en la guitarra principal, Tony Belcher en la guitarra rítmica, Bobby Graham o Bobbie Clarke en la batería, además de Brian Locking en el bajo y Brian Bennett en la batería, quienes más tarde se unieron a The Shadows.
Apareció regularmente en el programa de televisión de la BBC 6.5 Special y fue el principal artista habitual en los programas de música popular de ITV de los sábados Oh Boy! y Chico conoce chicas. Allí conoció a Joyce Baker, una de las Vernons Girls que también eran habituales de los espectáculos. Su noviazgo se hizo público, pero después de su matrimonio, la popularidad de Wilde como ídolo adolescente disminuyó.
Pasó en parte al entretenimiento integral, apareciendo en musicales como Conrad Birdie en la producción original del West End de Bye Bye Birdie y en varias películas. Disfrutó del éxito como compositor a fines de la década de 1960 y principios de la de 1970. En colaboración con el compositor Ronnie Scott, coescribió el one-hit wonders "Jesamine" de Casuals bajo los seudónimos de Frere Manston y Jack Gellar. La pareja también escribió "I'm a Tiger" de Lulu y el primer hit de Status Quo, "Ice in the Sun".
También trató de aprovechar el creciente auge del glam rock, lanzando el sencillo "Rock'n'Roll Crazy" / "Right On!" anunciado como Zappo, y grabando como The Dazzling All Night Rock Show ("20 Fantastic Bands"), y Ruby Pearl and The Dreamboats ("The Shang-A-Lang Song"). Ninguno de los lanzamientos fue un éxito comercial, y Wilde abandonó el género glam rock, y pasó a trabajar con su hijo, Ricky Wilde.
Como muchos de sus contemporáneos, Wilde continuó actuando en giras de nostalgia en el Reino Unido y más allá. En 2007, celebró 50 años en el negocio con otra gira por el Reino Unido en la que participó su hija menor, Roxanne Wilde, y la edición de un álbum recopilatorio, Born To Rock And Roll - The Greatest Hits. Incluía un dueto con Kim Wilde de "Sorry Seems to Be the Hardest Word" de Elton John, que se lanzó como único sencillo promocional.
En 2017, Wilde realizó una gira por el Reino Unido con The Solid Gold Rock'n'Roll Show, que también contó con Eden Kane, Mark Wynter y Mike Berry.
En 2019, volvió a realizar una gira por el Reino Unido con el artista estadounidense Charlie Gracie y Mike Berry. La gira proyectada para 2020 ha sido reprogramada para 2021 debido a la situación de salud de Covid-19.
El 9 de octubre de 2020, Wilde ingresó a la lista de álbumes del Reino Unido en el número 75 con Running Together. Fue lanzado en su propio sello Pushka y contó con la participación de sus hijas Kim y Roxanne Wilde, con aportes de su hijo Ricky. Wilde, por lo tanto, tiene la distinción de éxito en las listas del Reino Unido, ya sea como cantante o compositor, durante ocho décadas consecutivas.

## Vida personal
Él y su esposa, Joyce, tienen cuatro hijos, Kim (nacido en 1960), Ricky (nacido en 1961), Roxanne (nacido en 1979) y el más joven, Marty Jr (nacido en 1983), quien participó en The Big Break de Golf Channel. IV: EE. UU. vs. Europa en 2005. Kim, Ricky y Roxanne han trabajado en la industria de la música, como sus padres.

## Álbumes
- Wilde about Marty (LP Philips, 1959)
- Marty Wilde - Showcase (LP, Philips, 1960)
- Versatile Mr Wilde (LP, Philips, 1960)
- Bye Bye Birdie (LP, Philips, 1961)
- Dr. Doolittle (LP, 1968)
- Diversions (LP, Philips, 1969)
- Rock 'n' Roll (Philips, 1970)
- Good Rockin' Then and Now (LP, Philips, 1974)
- The Wildcat Rocker (LP, Philips, 1981)
- Born to Rock And Roll - The Greatest Hits (CD, 2007)

## Sencillos
Sus notables sencillos del Reino Unido se enumeran a continuación, con sus posiciones máximas en la lista de sencillos del Reino Unido y, para cover versions, el artista original de la canción entre paréntesis.
1957
- "Honeycomb" (-) (Jimmie Rodgers)

1958
- "Endless Sleep" (4) (Jody Reynolds) (junio de 1958)
- "Fire of Love" (-) (Jody Reynolds)

1959
- "Donna" (3) (Ritchie Valens) (febrero de 1959)
- "A Teenager in Love" (2) (Dion and the Belmonts) (mayo de 1959) Esto también fue versionado en el Reino Unido por Craig Douglas.
- "Sea of Love" (3) (Phil Phillips) (septiembre de 1959)
- "All American Boy" (Bobby Bare, mal etiquetado como por Bill Parsons) (septiembre de 1959)
- "Luna azul de Kentucky" (Bill Monroe) (septiembre de 1959)
- "Bad Boy" (7) (noviembre de 1959), que escribió Wilde, un éxito del Top 50 en los EE. Françoise Hardy y más tarde por Nirvana y Robert Gordon. La cara-b, "It's Been Nice", una composición de Doc Pomus-Mort Shuman fue grabada más tarde de The Everly Brothers y Freddy Cannon.

1960
- "Johnny Rocco" (30) (marzo de 1960) - escrito por Les Vandyke.
- "The Fight" (47) (mayo de 1960)
- "Little Girl" (16) (octubre de 1960)

1961
- "Tomorrow's Clown" (9) (enero de 1961) (Bobby Vee)
- "Hide and Seek" (47) (julio de 1961)
- "Tomorrow's Clown" (33) (septiembre de 1961) - escrito por Wilde
- "Sea of Heartbreak" (Don Gibson)

1962
- "Jezabel" (19) (Frankie Laine) (abril de 1962)
- "Ever Since You Said Goodbye" (31) (octubre de 1962)

1968
- "By the Time I Get to Phoenix" (Johnny Rivers / Glen Campbell) (enero de 1968)
- "Abergavenny" — que Wilde (como Frere Manston) y Ronnie Scott (no el famoso músico de jazz) (como Jack Gellar) escribieron, con la orquesta de Peter Knight (no el [[ El acompañamiento de Peter Knight (músico popular) - fue un éxito en Europa en mayo de 1968. (También fue un éxito Top 50 en los EE. UU. En agosto de 1969 bajo otro seudónimo de Reginald Smith, "Shannon" .)

1971
- "The Busker"

## Composición de canciones
Wilde escribió y coescribió las siguientes canciones destacadas:
- "Bad Boy" - Robin Luke, Robert Gordon, Nirvana, Françoise Hardy (título de la canción con el estilo "Pas Gentille")
- "Chequered Love" - Kim Wilde

- "Chequered Love" - Kim Wilde
- "Child Come Away" - Kim Wilde
- "Ego" - Kim Wilde
- "Four Letter Word" - Kim Wilde
- "House of Salome" - Kim Wilde
- "I'm A Tiger" - Lulu
- "Ice in the Sun" - Status Quo
- "Jesamine" - The Casuals
- "It's Here" - Kim Wilde
- "Kids in America" - Kim Wilde
- "Love Blonde" - Kim Wilde
- "Love in the Natural Way" - Kim Wilde
- "Never Trust a Stranger" - Kim Wilde
- "Rage to Love" - Kim Wilde
- "Schoolgirl" - Kim Wilde
- "The Second Time" - Kim Wilde
- "The Touch" - Kim Wilde
- "View from a Bridge" - Kim Wilde
- "Water on Glass" - Kim Wilde
- "Young Heroes" - Kim Wilde

## Filmografía
- Tormenta de chorro (1959)
- The Hellions (1961)
- Qué mundo tan loco (1963)
- polvo de estrellas (1974)